# A Glimpse of Home
A Glimpse of Home è un singolo della rock band Kansas, scritto dal chitarrista del gruppo Kerry Livgren e pubblicato nel 1979. È incluso nel sesto album della band, Monolith.

## Il testo
È una sorta di autobiografia dello stesso Livgren, che racconta un giovane che sogna di fare il musicista.